# Боноз (узурпатор)
Боно́з (Боно́с; лат. Bonosus) — римский император-узурпатор, пришедший к власти в 280 или 281 году.

## Биография
Сведения об этом императоре весьма скудны, более-менее пространный рассказ о нём содержится лишь в «Истории Августов» — источнике, полном неточностей и откровенных выдумок. Там даются такие факты из жизни Боноза: он был из испанской семьи, родился в Британии. В раннем возрасте он потерял отца, воспитывался матерью и не получил никакого образования. Сначала служил младшим командиром и постепенно дослужился до дукса (военного начальника) ретийской границы.

«Однажды германцы сожгли римские увеселительные яхты на Рейне. Боясь наказания, Боноз взял на себя императорскую власть и удерживал её дольше, чем он этого заслуживал. В долгом и жестоком сражении он был побежден Пробом и окончил жизнь, удавившись в петле».

Сообщается также, что Проб милостиво обошелся с его женой, которая названа в источнике Гунилой, и двумя детьми, даже выдав им пожизненное жалование:
«Боноз оставил двух сыновей; Проб пощадил обоих. Точно так же и жене его все время оказывался почёт и до самой её смерти выдавалось содержание»
Краткие упоминания о том, что император Проб после прихода к власти победил вблизи Колонии Агриппины (совр. Кёльн) Боноза, содержатся у Аврелия Виктора, «Извлечениях из Аврелия Виктора», у Евтропия и Павла Орозия. Также сохранились некоторые монеты этого узурпатора.
Хотя другие исторические источники и подтверждают факт существования Боноза и его выступления в Галлии против Проба, к деталям биографии, изложенным в «Истории Августов», разные исследователи относятся со скептицизмом. Так, Дитмар Кинаст считал, что информация о командовании Боноза на Рейнской границе, его сражении с Пробом и самоубийстве достоверна, тогда как факты предшествующей биографии — вымысел. А Тимоти Барнс отвергал все факты биографии Боноза, изложенные в «Истории Августов».
Точно можно говорить лишь о том, что Боноз восстал в северной Галлии после смерти императора Аврелиана, практически одновременно с другим узурпатором, Прокулом, проправил какое-то непродолжительное время и был разбит новым императором, Пробом.